# مهرجان كاراتسو كونتشي

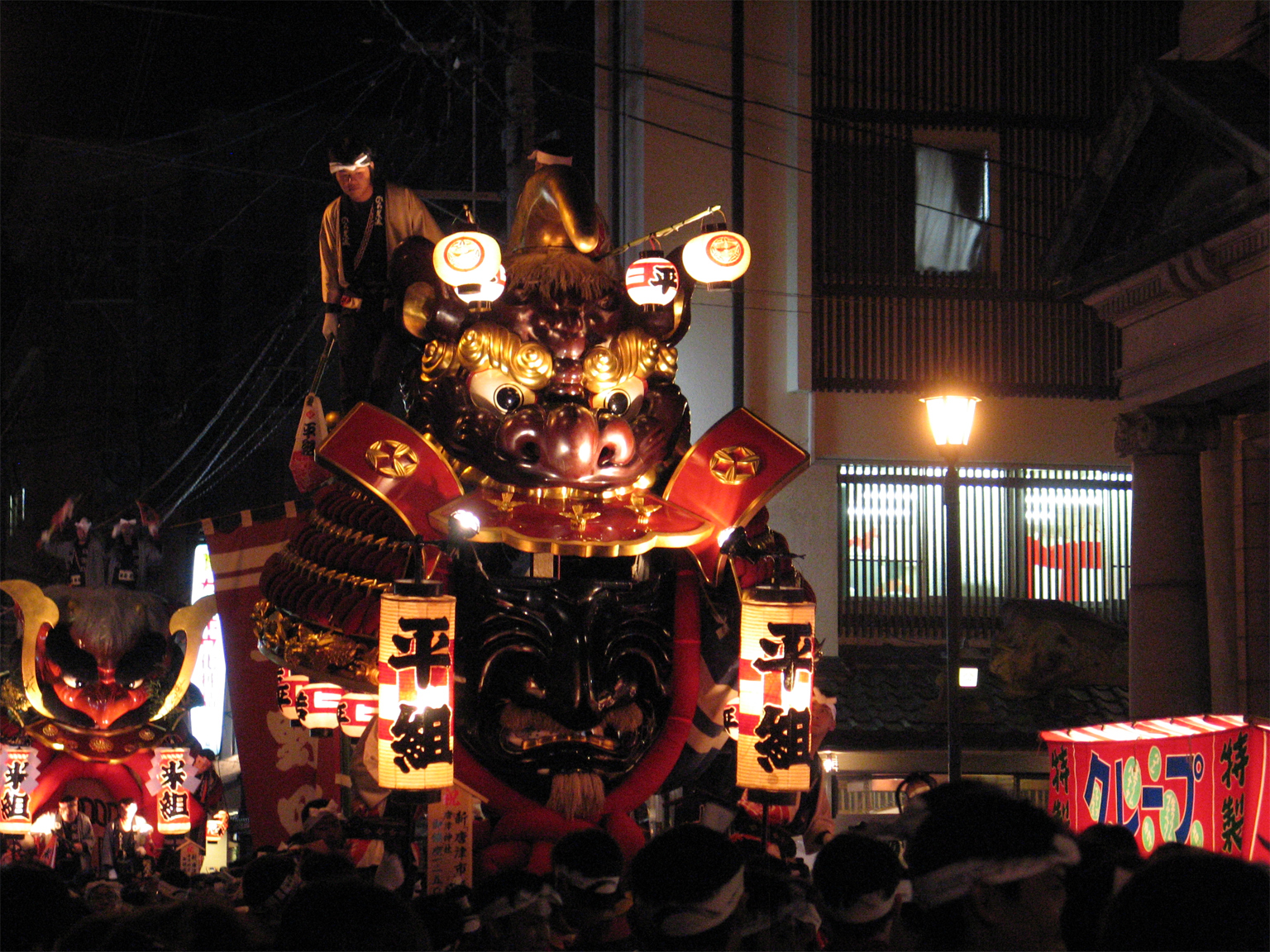
تنتقل العربات عبر شوارع كاراتسو في ليلة افتتاح المهرجان.

كاراتسو كونتشي (唐津くんち؛ اللاحقة "كونتشي" تعني ببساطة المهرجان) هو مهرجان ياباني يقام سنويًا في مدينة كاراتسو، محافظة ساغا، على جزيرة كيوشو في اليابان.

## حول
المهرجان، الذي يبدأ في مساء 2 نوفمبر وينتهي في 4 نوفمبر، يتميز بالتمريرات اليومية لأربعة عشر هيكياما، وهي عربات ضخمة على شكل خوذ الساموراي وأسماك السمكة البلطي والتنين ومخلوقات أخرى خيالية، صُنعت جميعها من الخشب واللك ومواد أخرى. إنه الحدث الرئيسي في تقويم كاراتسو، حيث يجذب بانتظام حشودًا تتراوح بين 150,000 و500,000 شخص من المنطقة المحيطة على مدار العطلة الثلاثية.

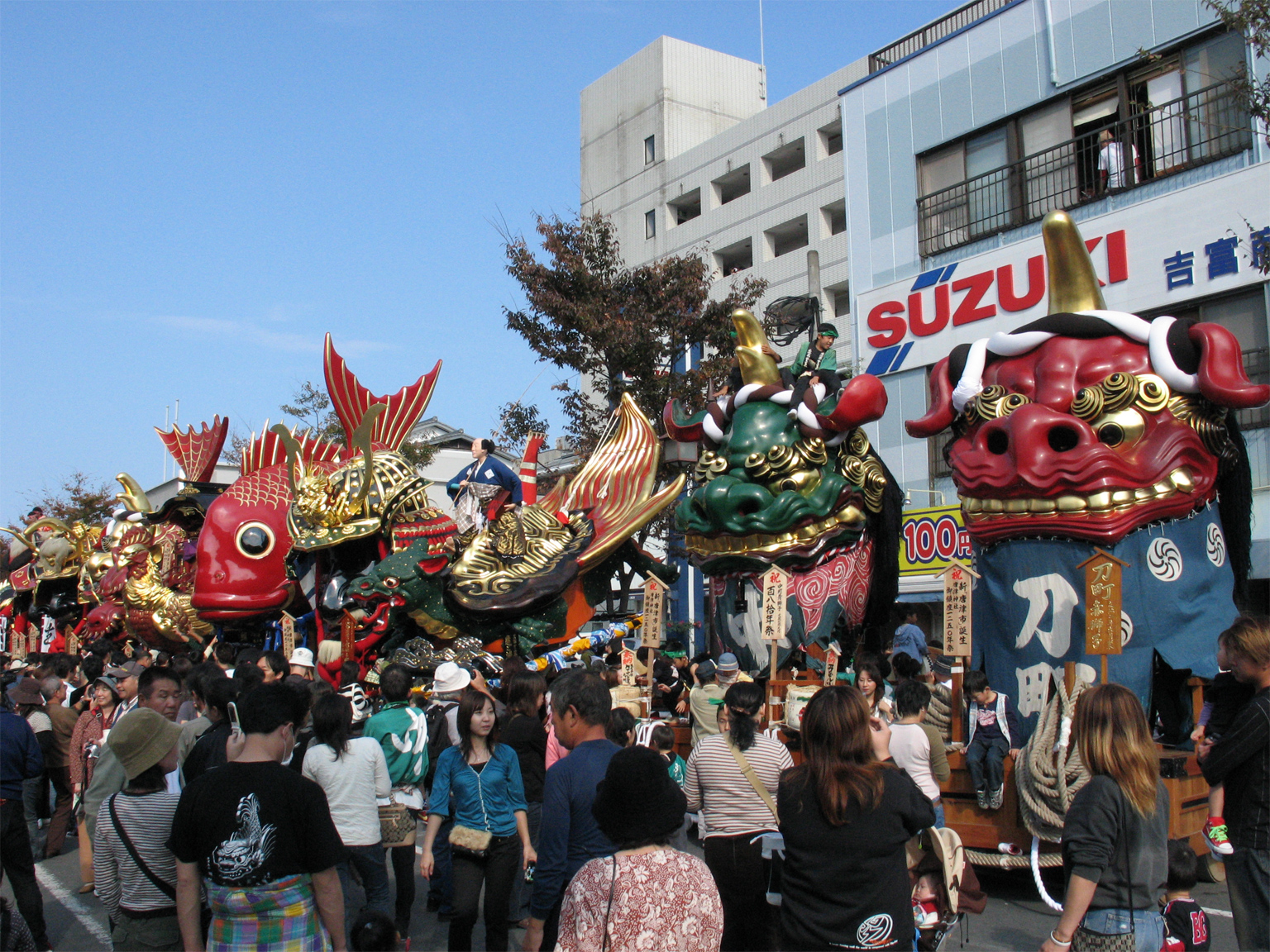
هيكياما على العرض.

تُجرى كل عربة - التي تتراوح طولها بين خمسة وستة أمتار، وتزن من طنين إلى خمسة أطنان - عبر شوارع المدينة بواسطة فرق من الحملة المختارين من العائلات المقيمة في الأحياء الأربعة عشرة التقليدية في كاراتسو، تحت هتاف " إين-يا! إين-يا! إين-يا!" (أو "يوي-سا! يوي-سا! يوي-سا!") وموسيقى عازفي الطبل وعازفي الناي المرتفعين على قاعدة العربات. الحدث، الذي يتم تنسيقه بواسطة مأمورية الشنتو المحلية (حيث يتم تخزين العربات خلال باقي العام)، يُقام منذ عدة قرون الآن؛ حيث تم بناء التجسيدات الحالية للعربات بين عامي 1819 و1876. في عام 1980، تم تعيين المهرجان كـ "خصم ثقافي مهم غير ملموس".

## قائمةهيكياما
1. الأسد الأحمر (赤獅子) بناه منطقة كاتانا-ماتشي (1819)
2. الأسد الأخضر (中町の青獅子) بناه منطقة ناكا-ماتشي (1824)
3. السلحفاة وأوراشيما تارو (カメと浦島太郎) بجوار منطقة زايموكو-ماتشي (1841)
4. *لم يكن تارو أصلاً ولكن كانت جوهرة على السلحفاة عندما بنيت لأول مرة.
5. كابوتو الساموراي ميناموتو يوشيتسون (源義経の兜) بوكو-ماتشي (1844)
6. السمكة البلطي (鯛) بويا-ماتشي (1845)
7. السفينة على شكل الفينيكس (鳳凰丸) بويشي-ماتشي (1846)
8. التنين الطائر (飛龍) بشين-ماتشي (1846)
9. الأسد الذهبي (金獅子) بهوم-ماتشي (1847)
10. كابوتو تاكيدا شينجن (武田信玄の兜) بكيواتا-ماتشي (1864)
11. كابوتو أويسوجي كينشين (上杉謙信の兜) بهيرانو-ماتشي (1869)
12. الغول المخمور في ميناموتو يوريميتسو's كابوتو (酒呑童子と源頼光の兜) (1869)
13. الأسد على الكرة (珠取獅子) بواسطة كيو-ماتشي (1875)
14. القاتل برأس النمر (鯱) بواسطة كاكو-ماتشي (1876)
15. قارب الكنوز السبعة (七宝丸) بواسطة إيجاوا-ماتشي (1876)
16. اختفاء: الأسد الأسود (黒獅子) بواسطة كونيا-ماتشي

## الطعام والثقافة
سوف تقضي العديد من العائلات ساعات في إعداد الطعام للأشخاص الذين سيزورون المكان طوال فترة المهرجان. هذه ممارسة منتظمة.

## تواريخ الأحداث
يقام الحدث في الثاني والثالث والرابع من نوفمبر. الثالث هو عطلة وطنية في اليابان تسمى يوم الثقافة.